# Ingemar Ingvarson
Nils Hugo Ingemar Ingvarson, född 10 januari 1937, är en tidigare svensk tennisspelare. Ingemar Ingvarson har Laholms tennisklubb som moderklubb och betraktas som klubbens bästa spelare genom tiderna. År 1963 var han en del av Sveriges Davis Cup-lag tillsammans med Janne Lundqvist och Ulf Schmidt. Ingvarson har flera SM-medaljer, start i Wimbledon med mera och har tävlat för både Kungliga Lawntennisklubben och Djurgårdens IF.
Tillsammans med Lundqvist och Schmidt bildade han Sveriges Davis Cup-lag 1963 och mötte England i den europeiska finalen. En av Ingemars största individuella prestationer var när han kvalificerade sig för Wimbledon 1963. Ingvarson stod mot Ingo Buding, som hade vunnit Wimbledons juniorturnering 1959 och 1960, och var den regerande västtyska mästaren. Ingvarson hamnar på plats 86 bland de högst rankade tennis-spelarna genom tiderna från Sverige.